# BMW i4
BMW i4는 BMW에서 2021년부터 생산 중인 배터리식 전기 소형 고급 세단이다.